# The Intruder (1953)
The Intruder is een Britse dramafilm uit 1953 onder regie van Guy Hamilton.

## Verhaal
Ex-kolonel Merton betrapt een inbreker in zijn woning. Hij is geschokt, als hij merkt dat het een soldaat is uit zijn voormalige regiment. Merton tracht in contact te komen andere leden van zijn regiment om uit te zoeken hoe de dief op het slechte pad is gekomen.

## Rolverdeling
| Acteur                | Personage        |
| --------------------- | ---------------- |
| Michael Ripper        | Monteur          |
| Jack Hawkins          | Wolf Merton      |
| Hugh Williams         | Tim              |
| Michael Medwin        | Ginger Edwards   |
| George Cole           | John Summers     |
| Dennis Price          | Leonard Pirry    |
| Duncan Lamont         | Donald Cope      |
| Arthur Howard         | Bertram Slake    |
| Marc Sheldon          | Gewonde officier |
| Campbell Singer       | Klerk            |
| George Baker          | Adjudant         |
| Nicholas Phipps       | Officier         |
| Peter Martyn          | Wachtpost        |
| Robert Adair          | Luigi            |
| Elizabeth Digby-Smith | Telefoniste      |